# Dariya Derkach
Dariya Derkach (née le 27 mars 1993 à Vinnytsia en Ukraine) est une athlète italienne (naturalisée), spécialiste du saut en longueur, du triple saut et des épreuves combinées.

## Biographie
Son club est l'ASD Acsi Italia Atletica.
Le meilleur saut de Daria Derkach est de 6,55 m (+ 1,6 m/s) à Nembro le 1er juillet 2011 tandis que sur le triple il est de 13,56 m à Florence le 4 juin 2011. Son meilleur score de l'heptathlon cadettes est de 5 224 points, réalisé à Novare. Le 15 juin 2013 à Rieti, elle saute 6,67 m (+ 1,5 m/s) pour remporter le titre national espoirs.
Par sa polyvalence, elle permet à l'équipe italienne de l'Audacia Record Atletica de remporter pour la première fois le groupe A de l’European Champion Clubs Cup Junior, en septembre 2011, à Castellón de la Plana en Espagne.
Le 12 juillet 2013, elle égale son record personnel de Florence en 2011 au triple saut pour remporter la médaille d'argent de l'épreuve derrière la Bulgare Gabriela Petrova, lors des Championnats d'Europe espoirs d'athlétisme 2013 à Tampere.
Le 26 juin 2016, elle remporte le titre national à Rieti en portant son record personnel à 14,15 m, ce qui lui permet de valider les minima pour les Jeux olympiques de Rio.
Lors des championnats d'Europe en salle d'Istanbul en mars 2023, elle obtient la médaille d'argent du triple saut avec un meilleur essai mesuré à 14,20 m, derrière la Turque Tugba Danismaz.

## Palmarès
| Date | Compétition                       | Lieu      | Résultat | Épreuve     | Marque  |
| ---- | --------------------------------- | --------- | -------- | ----------- | ------- |
| 2013 | Championnats d'Europe par équipes | Gateshead | 6e       | Longueur    | 6,21 m  |
| 2013 | Championnats d'Europe espoirs     | Tampere   | 6e       | Longueur    | 6,45 m  |
| 2013 | Championnats d'Europe espoirs     | Tampere   | 2e       | Triple saut | 13,56 m |
| 2015 | Championnats d'Europe espoirs     | Tallinn   | 4e       | Triple saut | 13,88 m |
| 2017 | Championnats d'Europe par équipes | Lille     | 10e      | Triple saut | 13,37 m |
| 2018 | Jeux méditerranéens               | Tarragone | 8e       | Triple saut | 13,39 m |
| 2022 | Championnats du monde en salle    | Belgrade  | 15e      | Triple saut | 13,67 m |
| 2023 | Championnats d'Europe en salle    | Istanbul  | 2e       | Triple saut | 14,20 m |
| 2023 | Championnats du monde             | Budapest  | 8e       | Triple saut | 14,36 m |
| 2024 | Jeux olympiques                   | Paris     | 8e       | Triple saut | 14,14 m |

## Records
| Épreuve          | Épreuve   | Performance | Lieu   | Date              |
| ---------------- | --------- | ----------- | ------ | ----------------- |
| Saut en longueur | Plein air | 6,67 m      | Rieti  | 15 juin 2013      |
| Saut en longueur | En salle  | 6,45 m      | Ancône | 13 février 2011   |
| Triple saut      | Plein air | 14,52 m     | Eugene | 16 septembre 2023 |
| Triple saut      | En salle  | 14,26 m     | Ancône | 26 février 2022   |